# Mauricio Alonso Rodríguez
Mauricio Alonso Rodríguez   (San Salvador, 12 de setembre de 1945), conegut com a Pipo Rodríguez, és un exfutbolista salvadorenc de la dècada de 1970.
Fou internacional amb la selecció del Salvador.
Pel que fa a clubs, destacà a C.D. FAS.
Trajectòria com a entrenador:
- 1973-1974: El Salvador U-17
- 1975: El Salvador U-23
- 1975: UES
- 1975-1976: Sport Club Molsa
- 1976: Sport Club Tapachulteca
- 1979: Chalatenango
- 1980-1982:  El Salvador